# Dumaran
Dumaran è una municipalità di quarta classe delle Filippine, situata nella Provincia di Palawan, nella regione di Visayas Occidentale. Occupa la parte della punta nord-est dell'isola di Palawan e la parte sud dell'isola di Dumaran.
Dumaran è formata da 16 baranggay:
- Bacao
- Bohol
- Calasag
- Capayas
- Catep
- Culasian
- Danleg
- Dumaran (Pob.)
- Itangil
- Ilian
- Magsaysay
- San Juan
- Santa Maria
- Santa Teresita
- Santo Tomas
- Tanatanaon